# Theater Alte Brücke
Das Theater Alte Brücke nennt sich selbst das kleinste Off-Broadway-Theater der Welt. Es hat seinen Sitz in Alt-Sachsenhausen in Frankfurt am Main.

## Geschichte
Das Theater in der „Kleine Brückenstraße“ wurde 2015 von Alexander Beck gegründet. Die erste öffentliche Premiere lief am 24. April 2015 mit „Der Spion, der mich nicht liebte“ von Moneypennies einer 1950er-Jahre-Acapella-Revue.
Das Theater bietet Platz für ca. 50 Zuschauer und spielt Volkstheater in Mundart als auch bewährte Komödien und Klassiker.

## Programm (Auswahl)

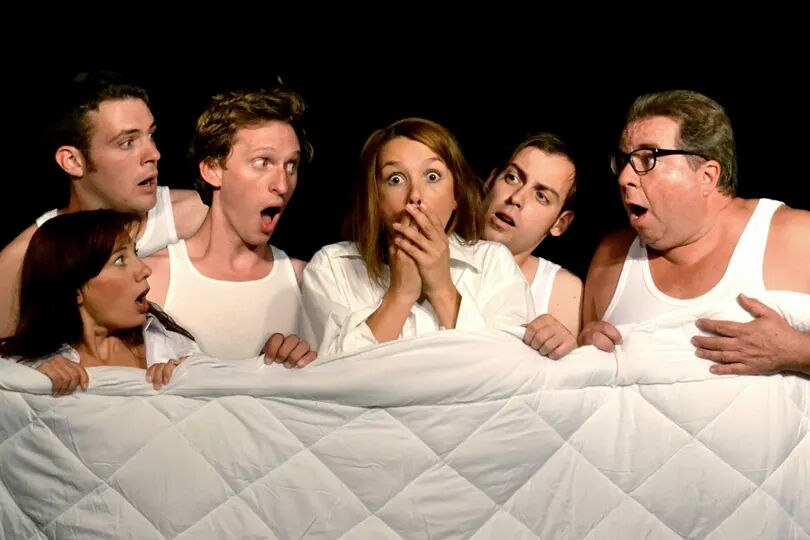
Ensemble von Dinge, die man nachts nicht sagen sollte u. a. Simone Wagner (1.v.l.), Kevin Silvergieter (3.v.l.) und Sandra Fleckenstein (Mitte)

- seit 2015: Dinge, die man nachts nicht sagen sollte, Regie: Alexander Beck